# Subsaltusaphis intermedia
Subsaltusaphis intermedia är en insektsart. Subsaltusaphis intermedia ingår i släktet Subsaltusaphis och familjen långrörsbladlöss. Inga underarter finns listade i Catalogue of Life.